# OTO Melara 105 mm M56
L'obice da montagna M56 da 105/14 è un pezzo d'artiglieria che dal 1957 ha equipaggiato la maggior parte degli eserciti occidentali. Esso ha prestazioni non eccezionali (10,6 km di gittata max per 1250 kg di peso), ma la sua caratteristica basilare è la possibilità di essere scomposto in 12 carichi diversi permettendone così il someggio (i 12 muli dovevano trasportare un peso massimo di 132 kg).

## Caratteristiche

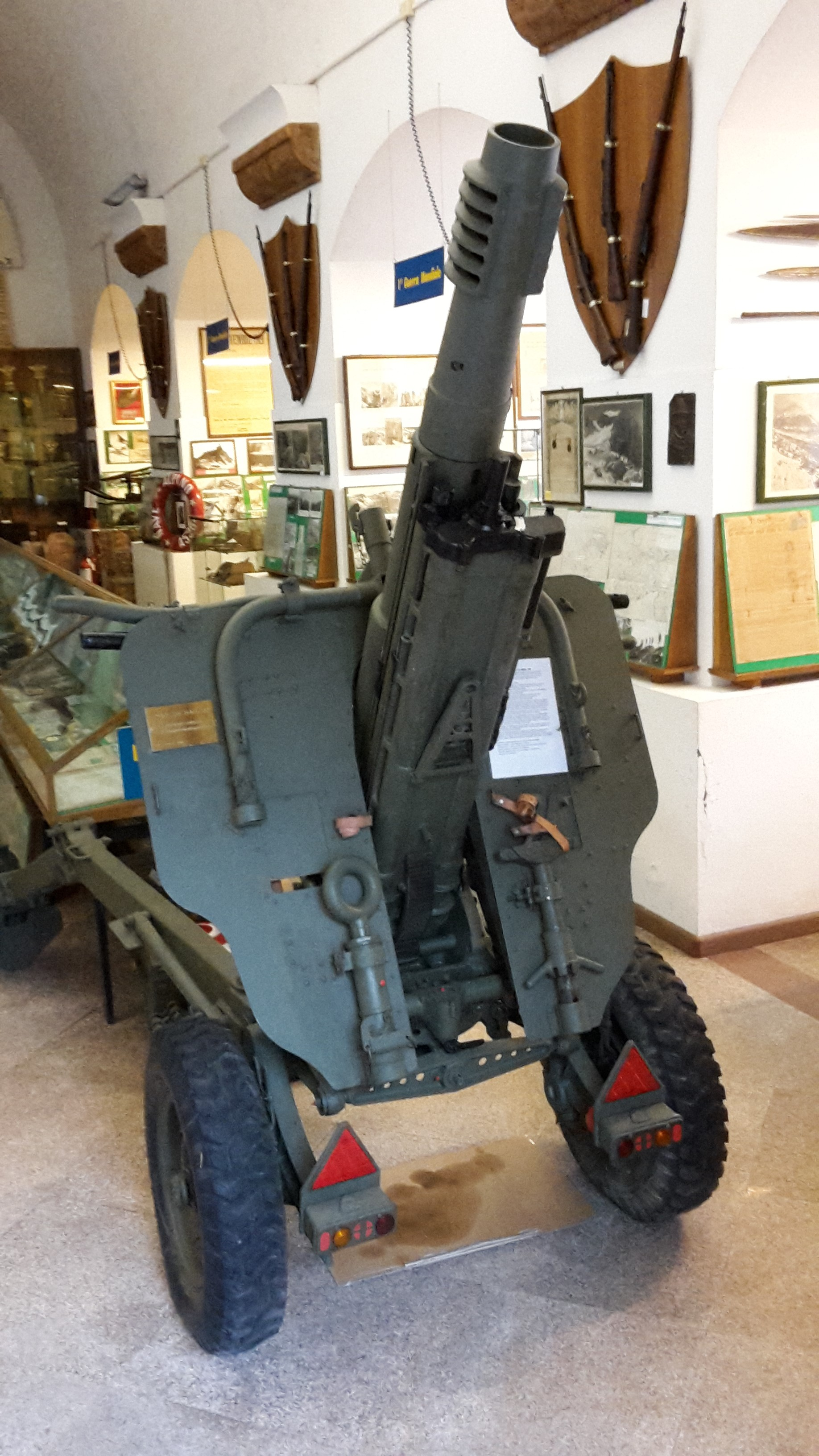
Esemplare presso il museo storico degli alpini a Trento

L'obice è utilizzabile anche per il tiro teso anticarro, abbassando l'affusto tramite i due bracci solidali all'assale centrale che collegano l'affusto stesso alle ruote e l'utilizzo dei due elementi intermedi delle code, l'alzo poi si riduce a -5°/+15°. Nella configurazione "a ginocchiello basso" è facilmente stivabile anche sui pallet idonei all'aviolancio.
Questo obice non ha avuto nessun concorrente in Occidente, nonostante la ovvia necessità di sostituire l'obice da montagna statunitense M1, dal calibro ormai superato di 75mm. Infatti pur essendo necessario rimpiazzare l'arma americana a causa della scarsa gittata e del calibro insufficiente, solo l'Esercito Italiano si pose il problema (dovendo sostituire a sua volta le superate artiglierie da 75/13 preda bellica della prima guerra mondiale). Progettato dal gen. S. Fuscaldi del Servizio Tecnico d'Artiglieria, il prototipo fu realizzato dall'Arsenale Militare di Napoli dopo che erano stati costruiti tre modelli ridotti in cal. 20 mm perfettamente funzionanti. Avviata la produzione presso le Officine Meccaniche di Pozzuoli e successivamente presso l'Oto Melara, entro il 1983 sono state costruite oltre 2600 armi di cui 340 esemplari per l'Esercito Italiano che andarono ad equipaggiare i reggimenti di artiglieria delle 5 brigate alpine. Contemporaneamente fu costituita nel 1958 una batteria all'interno dell'allora Centro Militare di Paracadutismo (CMP) trasformatasi in seguito (1963) nel 185º Gruppo artiglieria paracadutista, contemporaneamente alla trasformazione del CMP nella Brigata Paracadutisti Folgore. Altri pezzi furono prodotti per il Canada, il Regno Unito, l'Argentina e per molti altri Eserciti.
Diversi anni dopo la dismissione l'Esercito Italiano riconsiderò l'adozione del pezzo e intorno al 2016 iniziò la re-immissione in servizio attraverso alcune prove svolte presso il poligono di Monteromano e la revisione dei pezzi idonei al servizio. Attualmente equipaggia due batterie dei due Reggimenti di Artiglieria da Montagna ( 1° e 3°) in seno alle esistenti Brigate Alpine.
Il produttore cinese NORINCO offre una versione del modello dell'obice con le munizioni associate.
L'obice Oto Melara da 105 mod.56 utilizza lo stesso munizionamento NATO delle artiglierie da 105 mm, a loro volta derivate dal munizionamento statunitense della seconda guerra mondiale.

## Utilizzi in conflitti moderni
- Le artiglierie argentine vennero usate contro gli inglesi, in una delle rare azioni di fuoco di artiglieria nella guerra delle Malvine. Gli inglesi le avevano comunque già sostituite con l'L118 Light Gun, non someggiabile e più pesante, ma con una gittata di 17 km.
- Più recentemente, questi obici sono stati oggetto delle forniture del governo italiano all'esercito ucraino a seguito dell'invasione russa rappresentando, uno di essi, il primo pezzo di artiglieria italiano distrutto in tale conflitto.[5]

## Utilizzatori

### Utilizzatori attuali
- Arabia Saudita
- Argentina
- Bangladesh
- Botswana
- Brasile
- Cile
- Cipro
- Ecuador
- Filippine
- Ghana
- Grecia
- Italia
- Malaysia
- Messico
- Nigeria
- Pakistan
- Perù
- San Marino[6]
- Spagna
- Sudan
- Thailandia
- Ucraina
- Venezuela

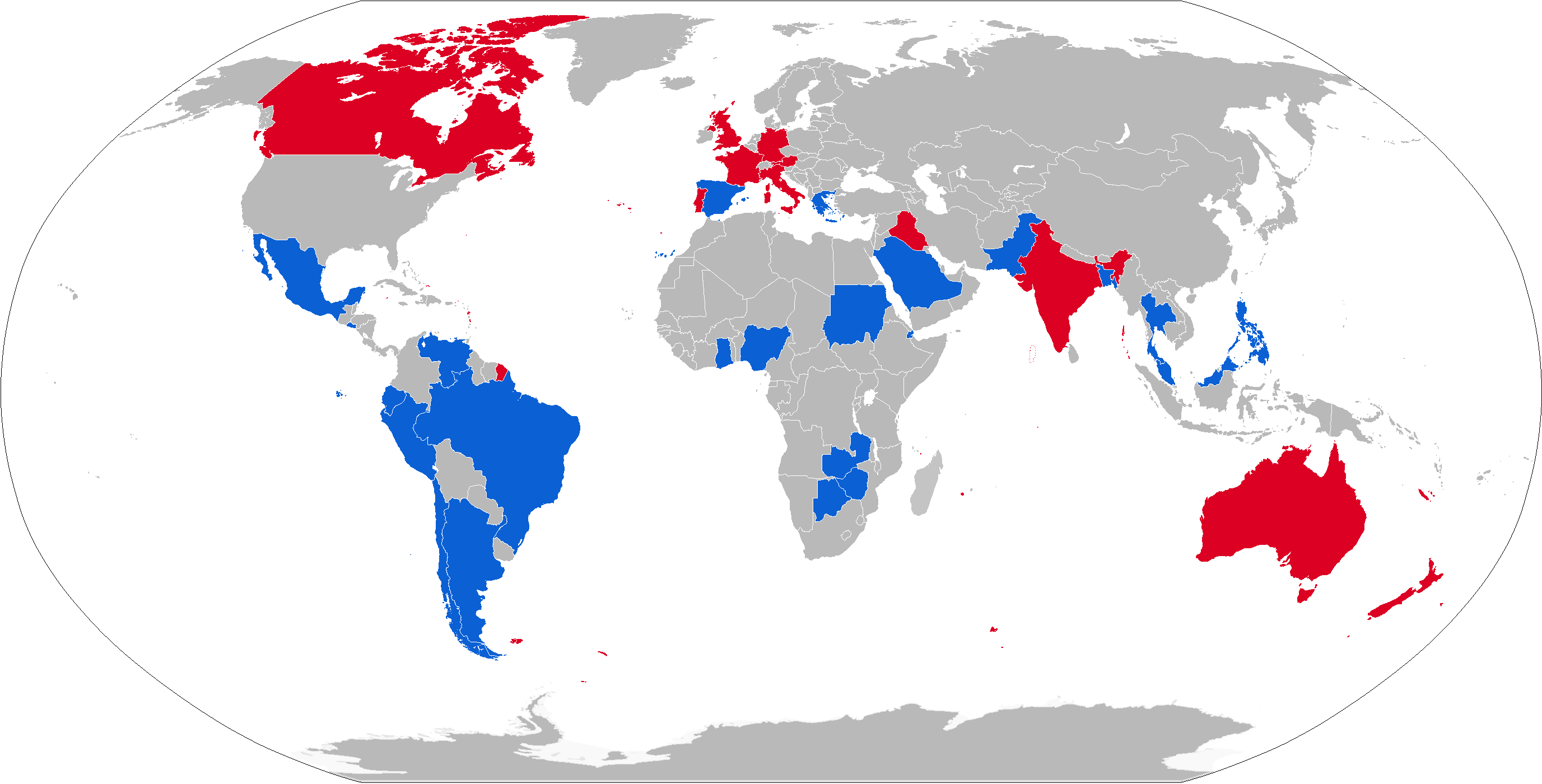
Utilizzatori del 105 mm (in blu quelli attuali mentre in rosso quelli precedenti)

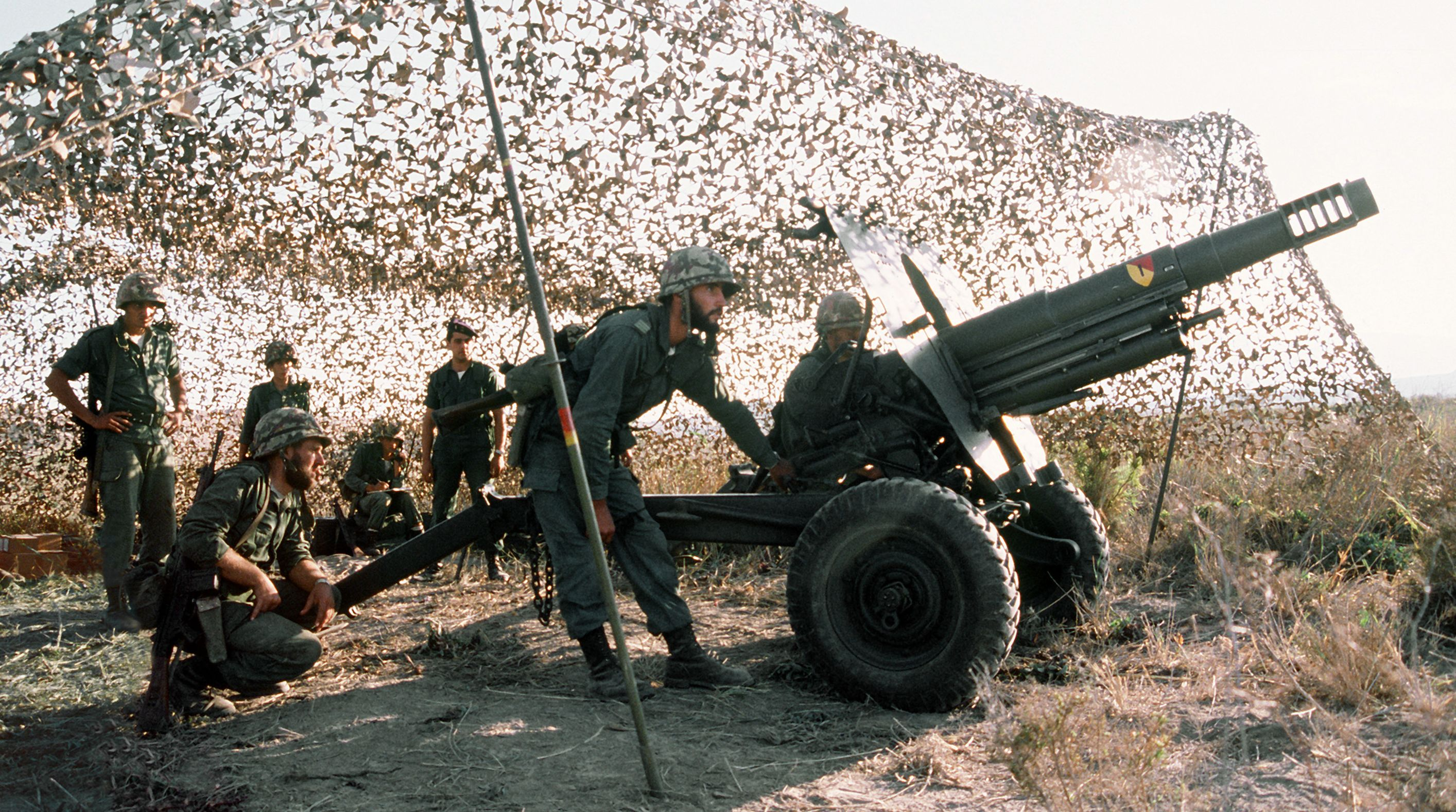
Modello utilizzato dall'esercito spagnolo

- Ejército Nacional de la República Bolivariana de Venezuela

Introdotti nel 1973 ed in servizio al settembre 2018.
- Zambia
- Zimbabwe

### Utilizzatori in precedenza
- Australia
- Austria
- Canada
- Francia
- Germania
- India
- Irlanda
- Nuova Zelanda
- Portogallo
- Regno Unito